# 10e Satellite Awards

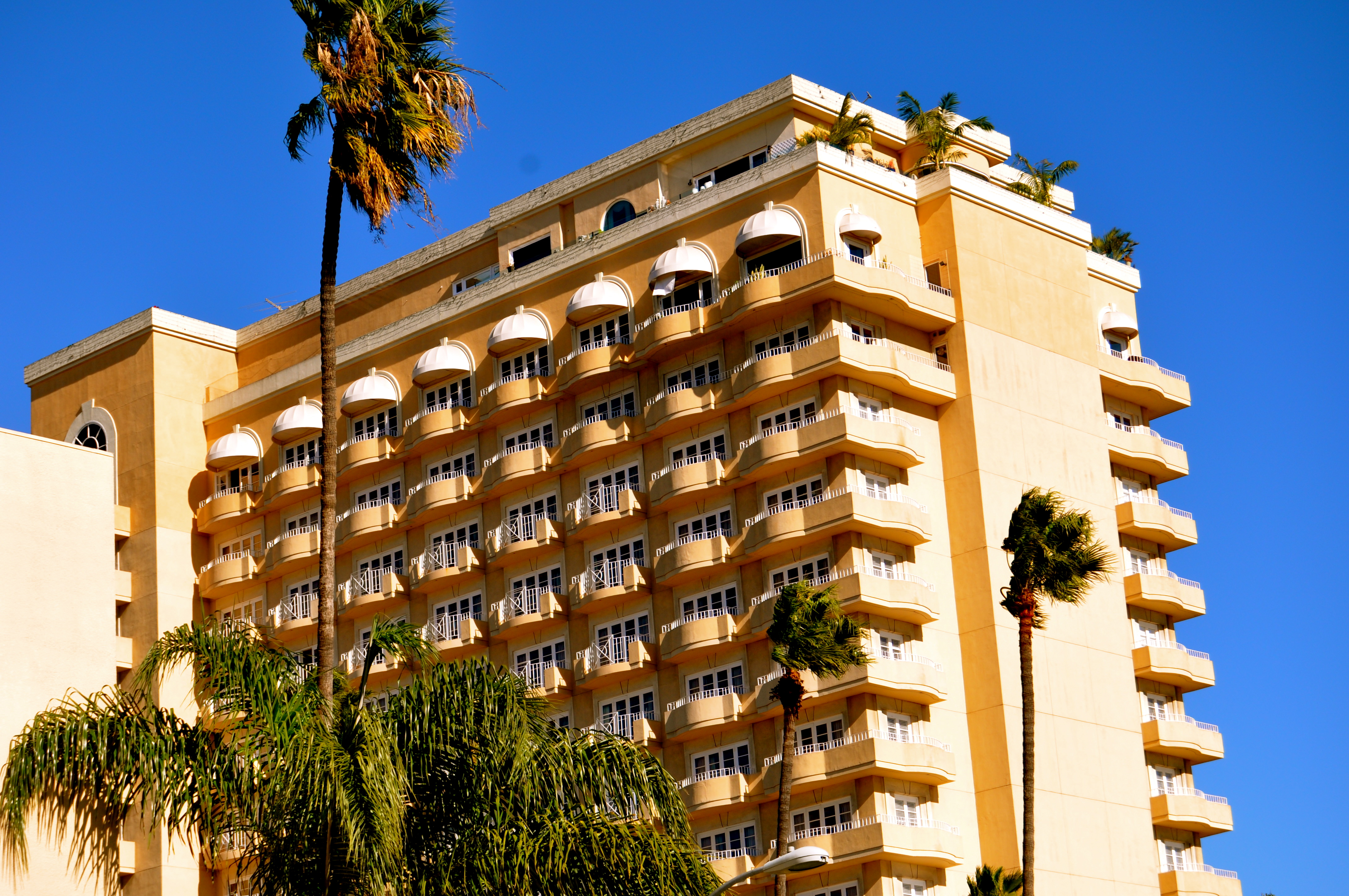
Four Seasons hotel

De uitreiking van de 10e Satellite Awards, waarbij prijzen werden uitgereikt in verschillende categorieën voor film en televisie uit het jaar 2005, vond plaats in het Four Seasons hotel in Los Angeles op zaterdag 17 december 2005.

## Film

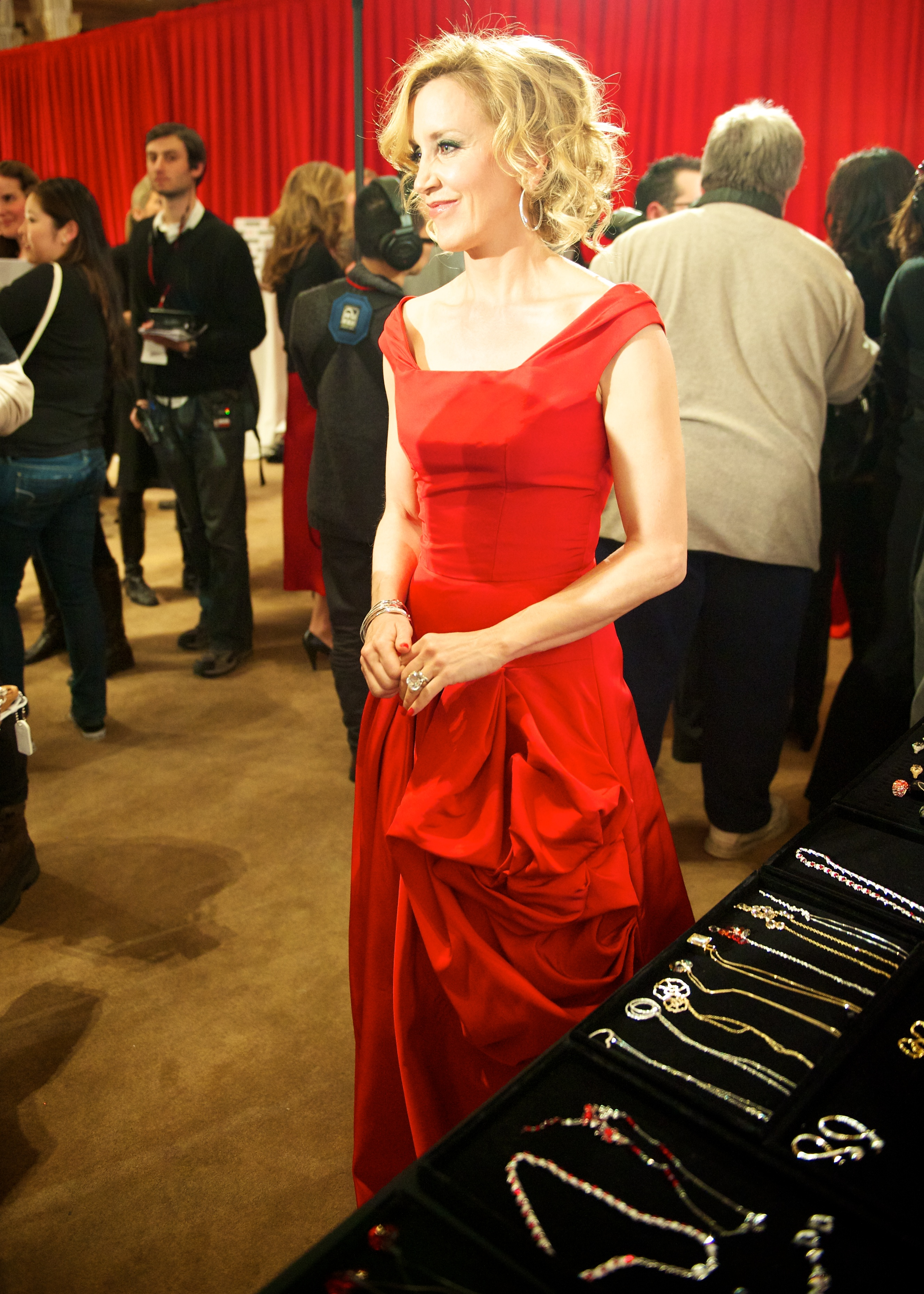
Felicity Huffman (Transamerica), winnaar beste actrice in een dramafilm

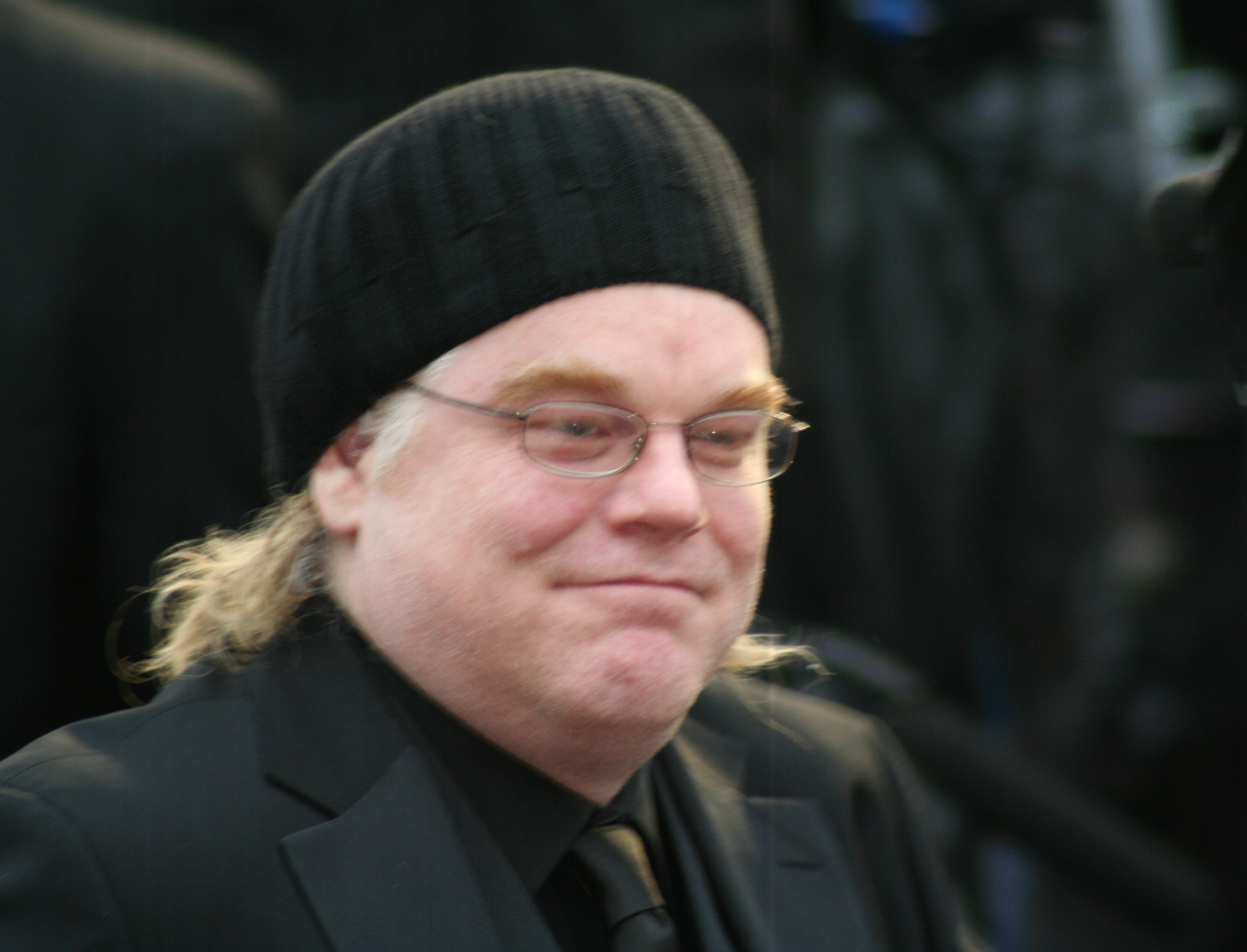
Philip Seymour Hoffman (Capote), winnaar beste acteur in een dramafilm

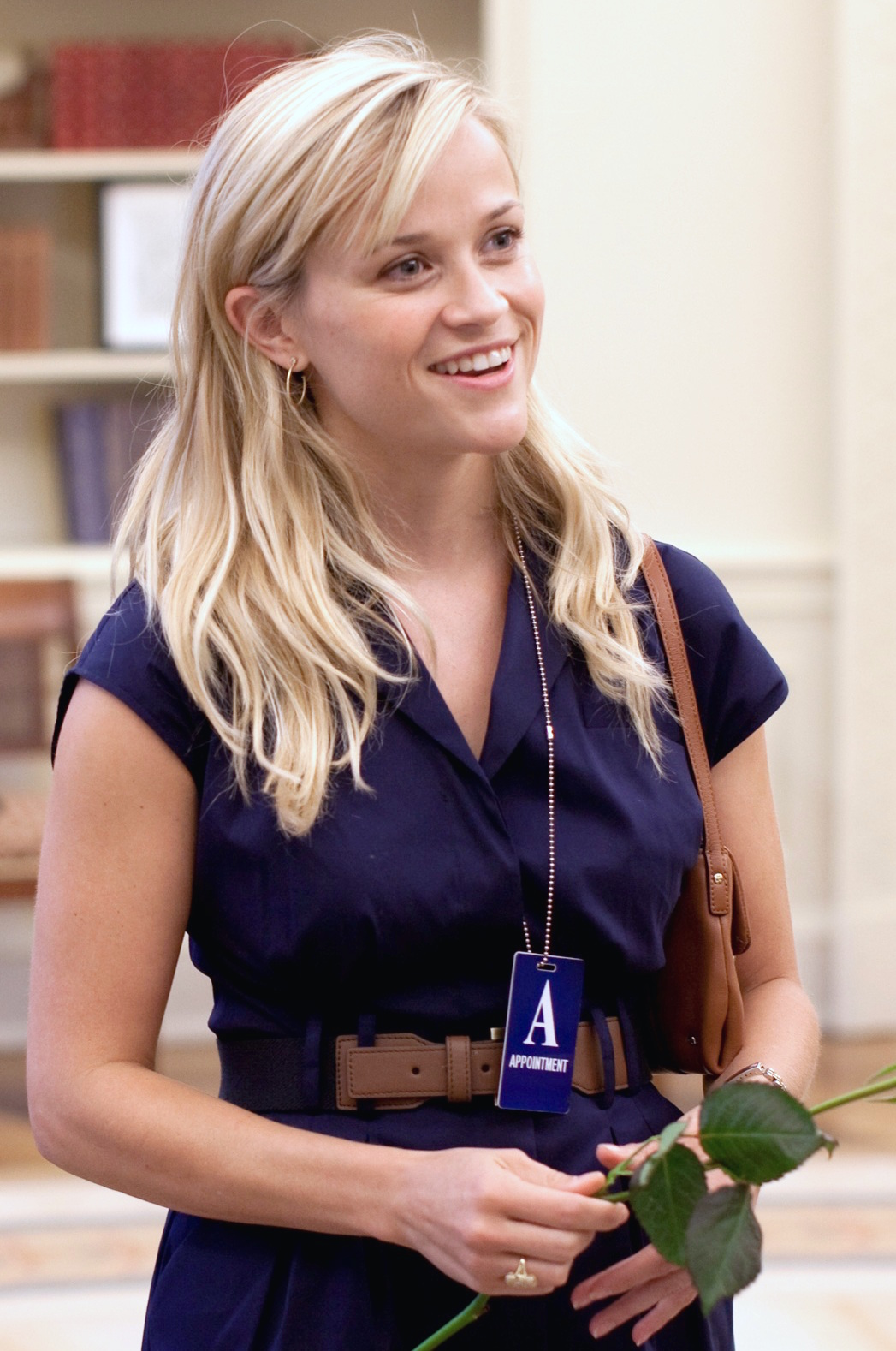
Reese Witherspoon (Walk the Line), winnaar beste actrice in een komische of muzikale film

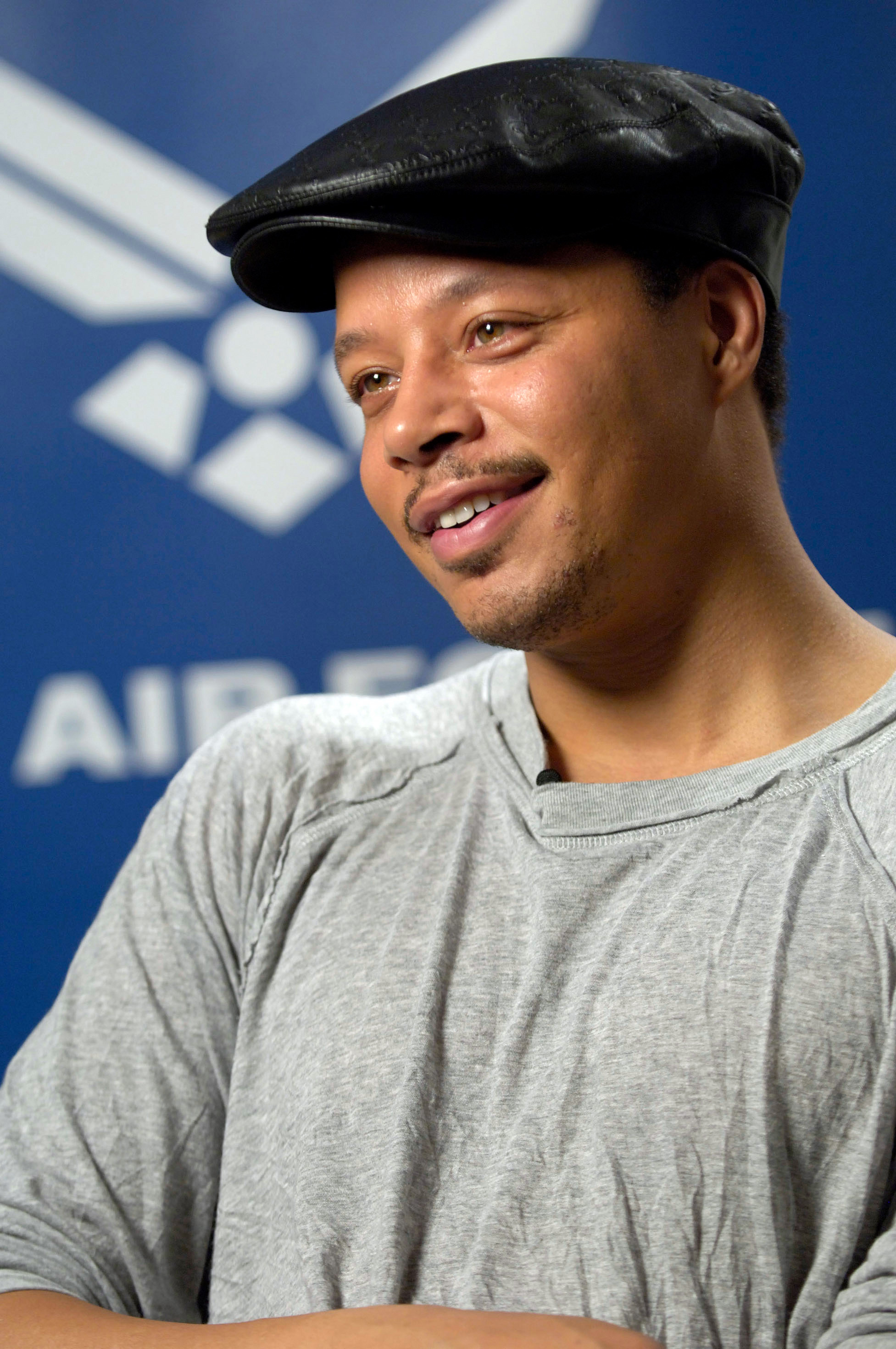
Terrence Howard (Hustle & Flow), winnaar beste acteur in een komische of muzikale film

### Beste dramafilm
- Brokeback Mountain
  - Capote
  - Cinderella Man
  - A History of Violence
  - Memoirs of a Geisha
  - The War Within

### Beste komische of muzikale film
- Walk the Line
  - Happy Endings
  - Hustle & Flow
  - Kung Fu Hustle
  - Rent
  - Shopgirl

### Beste actrice in een dramafilm
- Felicity Huffman - Transamerica
  - Toni Collette - In Her Shoes
  - Julianne Moore - The Prize Winner of Defiance, Ohio
  - Robin Wright - Nine Lives
  - Charlize Theron - North Country
  - Ziyi Zhang - Memoirs of a Geisha

### Beste acteur in een dramafilm
- Philip Seymour Hoffman - Capote
  - Jake Gyllenhaal - Jarhead
  - Tommy Lee Jones - The Three Burials of Melquiades Estrada
  - Heath Ledger - Brokeback Mountain
  - Viggo Mortensen - A History of Violence
  - David Strathairn - Good Night, and Good Luck.

### Beste actrice in een komische of muzikale film
- Reese Witherspoon - Walk the Line
  - Joan Allen - The Upside of Anger
  - Claire Danes - Shopgirl
  - Judi Dench - Mrs Henderson Presents
  - Keira Knightley - Pride & Prejudice
  - Joan Plowright - Mrs. Palfrey at the Claremont

### Beste acteur in een komische of muzikale film
- Terrence Howard - Hustle & Flow
  - Kevin Costner - The Upside of Anger
  - Robert Downey, Jr. - Kiss Kiss Bang Bang
  - Cillian Murphy - Breakfast on Pluto
  - Bill Murray - Broken Flowers
  - Joaquin Phoenix - Walk the Line

### Beste actrice in een bijrol in een dramafilm
- Laura Linney - The Squid and the Whale
  - Amy Adams - Junebug
  - Maria Bello - A History of Violence
  - Li Gong - Memoirs of a Geisha
  - Shirley MacLaine - In Her Shoes
  - Frances McDormand - North Country

### Beste acteur in een bijrol in een dramafilm
- Danny Huston - The Constant Gardener
  - Chris Cooper - Capote
  - Jake Gyllenhaal - Brokeback Mountain
  - Edward Norton - Kingdom of Heaven
  - Mickey Rourke - Sin City
  - Peter Sarsgaard - Jarhead

### Beste actrice in een bijrol in een komische of muzikale film
- Rosario Dawson - Rent
  - America Ferrera - The Sisterhood of the Traveling Pants
  - Diane Keaton - The Family Stone
  - Rachel McAdams - The Family Stone
  - Michelle Monaghan - Kiss Kiss Bang Bang
  - Qiu Yuen - Kung Fu Hustle

### Beste acteur in een bijrol in een komische of muzikale film
- Val Kilmer - Kiss Kiss Bang Bang
  - Tom Arnold - Happy Endings
  - Corbin Bernsen - Kiss Kiss Bang Bang
  - Steve Coogan - Happy Endings
  - Craig T. Nelson - The Family Stone
  - Jason Schwartzman - Shopgirl

### Beste niet-Engelstalige film
- Äideistä Parhain (Finland, Zweden)

### Beste geanimeerde of mixed media film
- The Chronicles of Narnia: The Lion, the Witch and the Wardrobe
  - Chicken Little
  - Corpse Bride
  - Hauru no ugoku shiro
  - Wallace & Gromit in The Curse of the Were-Rabbit

### Beste documentaire
- Mad Hot Ballroom
  - Enron: The Smartest Guys in the Room
  - Favela Rising
  - La marche de l'empereur
  - Murderball
  - New York Doll

### Beste regisseur
- Ang Lee - Brokeback Mountain
  - George Clooney - Good Night, and Good Luck.
  - Chris Columbus - Rent
  - James Mangold - Walk the Line
  - Rob Marshall - Memoirs of a Geisha
  - Bennett Miller - Capote

### Beste origineel script
- Good Night, and Good Luck. - George Clooney en Grant Heslov
  - Crash - Paul Haggis en Robert Moresco
  - Happy Endings - Don Roos
  - Nine Lives - Rodrigo García
  - The Squid and the Whale - Noah Baumbach
  - The War Within - Ayad Akhtar, Joseph Castelo en Tom Glynn

### Beste bewerkte script
- Memoirs of a Geisha - Robin Swicord
  - Brokeback Mountain - Larry McMurtry en Diana Ossana
  - Capote - Dan Futterman
  - Jarhead - William Broyles, Jr.
  - Shopgirl - Steve Martin
  - Walk the Line - Gill Dennis en James Mangold

### Beste filmsong
"A Love That Will Never Grow Old" - Emmylou Harris - Brokeback Mountain
- - "In the Deep" - Bird York - Crash
  - "Hustler's Ambition" - 50 Cent - Get Rich or Die Tryin'
  - "Magic Works" - Harry Potter and the Goblet of Fire
  - "Broken" - Kiss Kiss Bang Bang

### Beste cinematografie
- The Constant Gardener - César Charlone
  - 2046 - Christopher Doyle
  - Charlie and the Chocolate Factory - Philippe Rousselot
  - Kung Fu Hustle - Poon Hang-Sang
  - Memoirs of a Geisha - Dion Beebe
  - Sin City - Robert Rodriguez

### Beste visuele effecten
- Star Wars Episode III: Revenge of the Sith
  - Kingdom of Heaven
  - Kung Fu Hustle
  - Sin City
  - War of the Worlds

### Beste montage
- Brokeback Mountain
  - Good Night, and Good Luck.
  - Jarhead
  - Kung Fu Hustle
  - Sin City
  - War of the Worlds

### Beste soundtrack
- Star Wars Episode III: Revenge of the Sith
  - Kung fu
  - Rent
  - Sin City
  - The White Countess

### Beste geluidseffecten
"Kingdom of Heaven" - Harry Gregson-Williams
- - "Brokeback Mountain" - Gustavo Santaolalla
  - "The Constant Gardener" - Alberto Iglesias
  - "Corpse Bride" - Danny Elfman
  - "Memoirs of a Geisha" - John Williams
  - "Sin City" - Robert Rodriguez

### Beste Art Direction
- Good Night, and Good Luck.
  - Kingdom of Heaven
  - Memoirs of a Geisha
  - Modigliani
  - Sin City
  - Star Wars Episode III: Revenge of the Sith

### Beste cast
- Crash

### Beste kostuums
- Pride & Prejudice
  - Harry Potter and the Goblet of Fire
  - Kingdom of Heaven
  - Memoirs of a Geisha
  - Modigliani
  - The White Countess

## Televisie

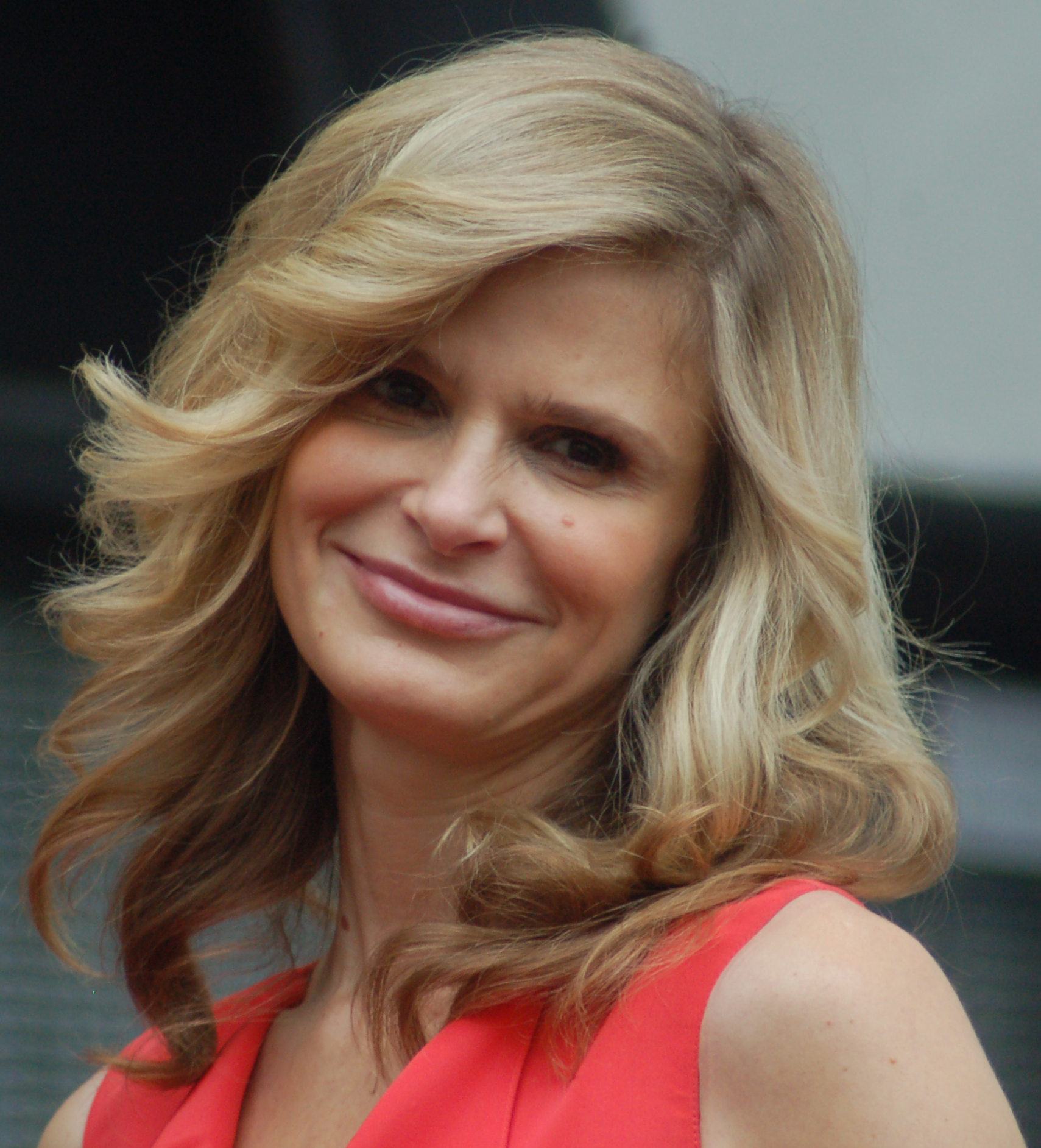
Kyra Sedgwick (The Closer), winnaar beste actrice in een dramaserie

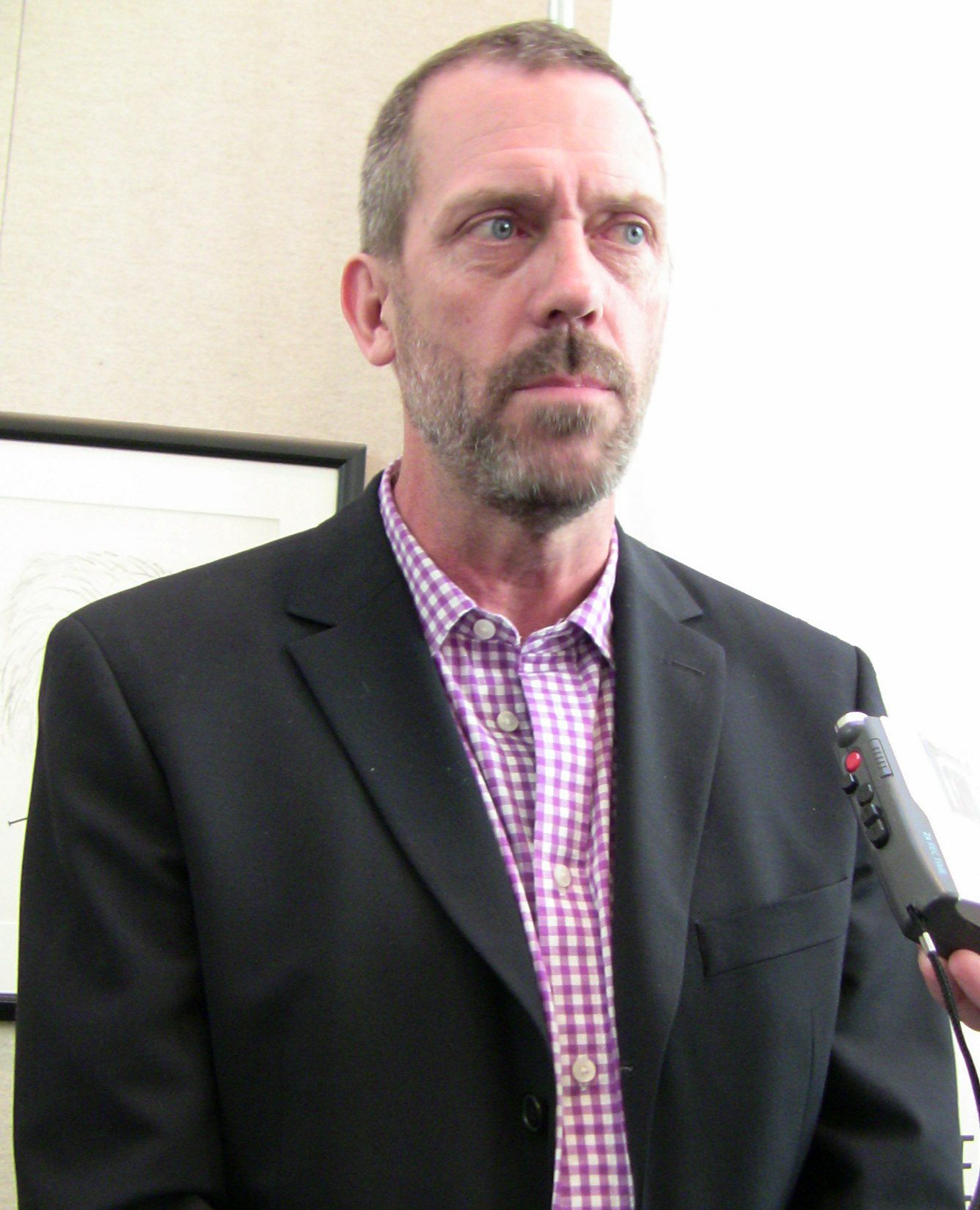
Hugh Laurie (House), winnaar beste acteur in een dramaserie

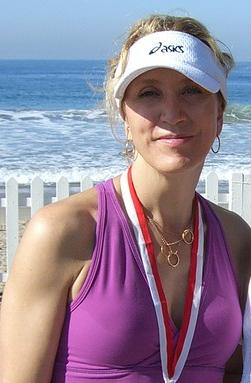
Felicity Huffman (Desperate Housewives), co-winnaar beste actrice in een komische of muzikale serie

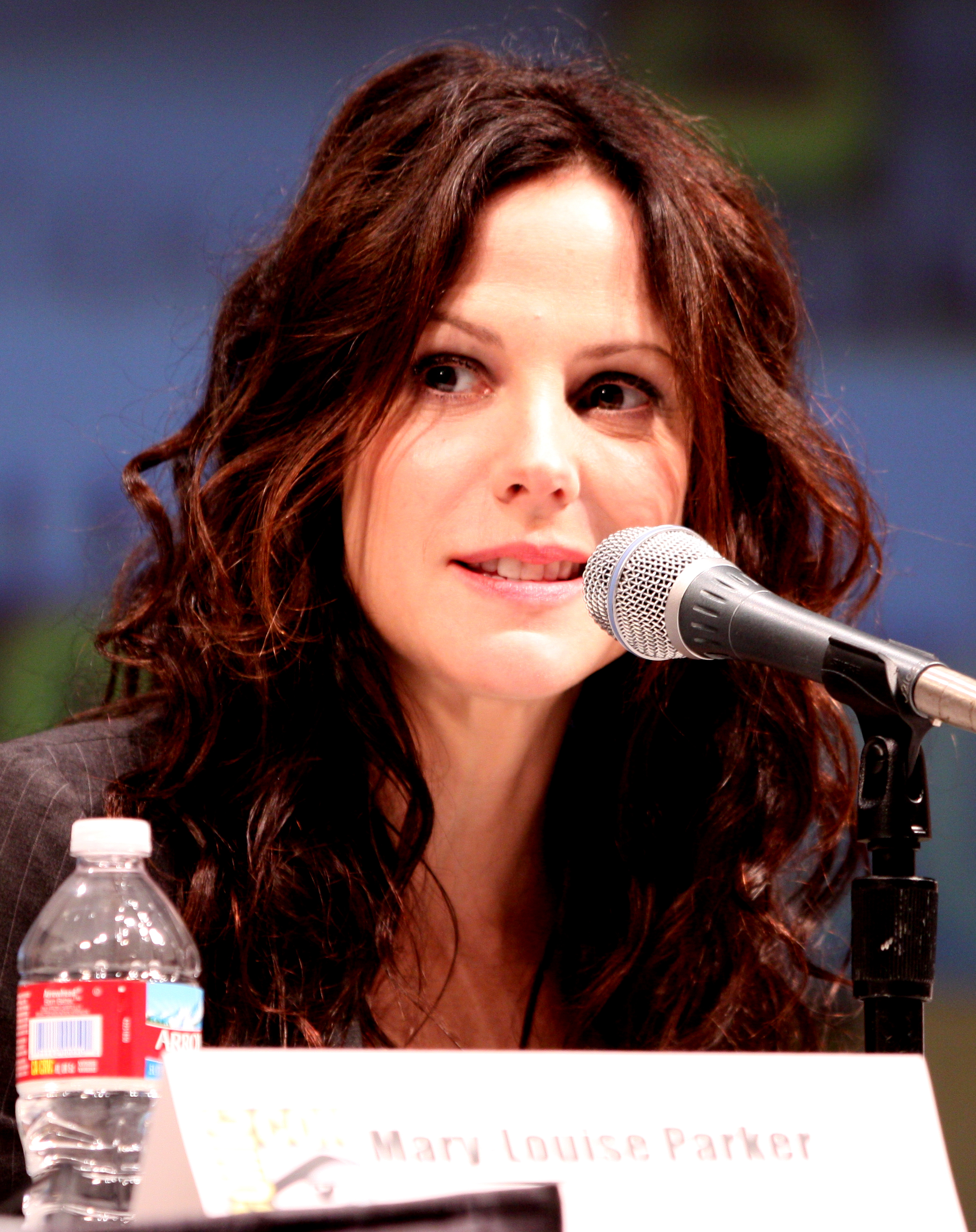
Mary-Louise Parker (Weeds), co-winnaar beste actrice in een komische of muzikale serie

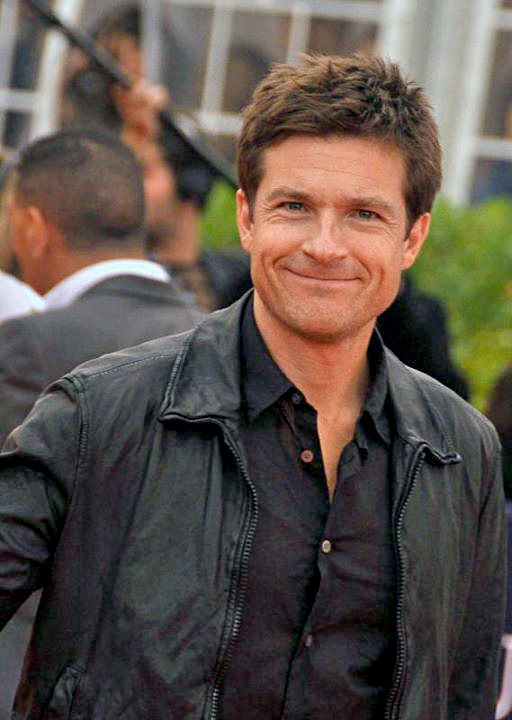
Jason Bateman (Arrested Development), winnaar beste acteur in een komische of muzikale serie

### Beste dramaserie
- House
  - Grey's Anatomy
  - Lost
  - Nip/Tuck
  - Rescue Me
  - Rome

### Beste komische of muzikale serie
- The Daily Show
  - Boston Legal
  - The Colbert Report
  - Entourage
  - My Name Is Earl

### Beste miniserie
- Elvis
  - Empire Falls
  - The Virgin Queen
  - Miss Marple
  - Into the West
  - Revelations

### Beste televisiefilm
- Reefer Madness: The Movie Musical
  - Warm Springs
  - Kidnapped
  - Lackawanna Blues
  - Our Fathers
  - The Magic of Ordinary Days
  - Sometimes in April

### Beste actrice in een dramaserie
- Kyra Sedgwick - The Closer
  - Patricia Arquette - Medium
  - Jennifer Beals - The L Word
  - Kristen Bell - Veronica Mars
  - Geena Davis - Commander in Chief
  - Joely Richardson - Nip/Tuck

### Beste acteur in een dramaserie
- Hugh Laurie - House
  - Denis Leary - Rescue Me
  - Ian McShane - Deadwood
  - Dylan Walsh - Nip/Tuck
  - Jake Weber - Medium

### Beste actrice in een komische of muzikale serie
- Felicity Huffman - Desperate Housewives
- Mary-Louise Parker - Weeds
  - Candice Bergen - Boston Legal
  - Lauren Graham - Gilmore Girls
  - Elizabeth Perkins - Weeds

### Beste acteur in een komische of muzikale serie
- Jason Bateman - Arrested Development
  - Stephen Colbert - The Colbert Report
  - Kevin Connolly - Entourage
  - Jason Lee - My Name Is Earl
  - Tony Shalhoub - Monk
  - James Spader - Boston Legal

### Beste actrice in een televisiefilm of miniserie
- Kristen Bell - Reefer Madness: The Movie Musical
  - Natascha McElhone - Revelations
  - Geraldine McEwan - Marple: A Murder Is Announced
  - S. Epatha Merkerson - Lackawanna Blues
  - Cynthia Nixon - Warm Springs
  - Keri Russell - The Magic of Ordinary Days

### Beste acteur in een televisiefilm of miniserie
- Jonathan Rhys Meyers - Elvis
  - Kenneth Branagh - Warm Springs
  - Christian Campbell - Reefer Madness: The Movie Musical
  - Ted Danson - Our Fathers
  - Rupert Everett - Sherlock Holmes and the Case of the Silk Stocking
  - Ed Harris - Empire Falls

### Beste actrice in een bijrol in een serie, miniserie of televisiefilm
- Lisa Edelstein - House
  - Shohreh Aghdashloo - 24
  - Jane Alexander - Warm Springs
  - Camryn Manheim - Elvis
  - Sandra Oh - Grey's Anatomy
  - Polly Walker - Rome

### Beste acteur in een bijrol in een serie, miniserie of televisiefilm
- Randy Quaid – Elvis
  - Paul Newman – Empire Falls
  - William Shatner – Boston Legal
  - Tim Blake Nelson – Warm Springs
  - Brian Dennehy – Our Fathers
  - Ruben Santiago-Hudson – Their Eyes Were Watching God